# Gibson EB-3 Bass
Gibson EB-3 Bass je bas kitara firme Gibson. Leta 1961 je bila predstavljena javnosti. Narejena je bila iz mahagonija in imela je neverjetno močan, masten bobneč zvok, ki je bil kot ustvarjen za rock glasbo zasedb Cream, Free in podobnih. Izdelovali so dve različici : kratkovratno in dolgovratno. Po izgledu in obliki je bila kopija kitare Gibson SG. Model EB-3 je bil lepljen iz nekaj delov lesa - kot je to standard pri vseh Gibsonovih izdelkih.

## Bas kitaristi, ki so igrali ta model
- Jack Bruce, Cream
- Andy Fraser, Free
- Jim Lea, Slade
- Dado Topić, Time
- Bruno Langer, Atomsko sklonište
- Jadran Ogrin, Kameleoni